# アオスジアゲハ族
アオスジアゲハ族（学名：Leptocircini）は、アゲハチョウ亜科を分類する族の1つである。

## 分類
北米原産のトラフタイマイ Protographium marcellus など、世界に9属、約160種が生息している。

### 属
アオスジアゲハ族は、次の9つの属で構成されている。
和名は 徳重, 森 & 福崎 (2019) による。
- Eurytides ホソオナガタイマイ属（8種）[2]
- Graphium アオスジアゲハ属（102種）[3] - アオスジアゲハ、ミカドアゲハ、オナガタイマイなど
- Iphiclides ヨーロッパタイマイ属（3種）[4] - ヨーロッパタイマイなど
- Lamproptera スソビキアゲハ属（2種）[5]
- Meandrusa（4種）[6]
- Mimoides マネシタイマイ属（11種）[7]
- Protesilaus シロオナガタイマイ属（11種）[8]
- Protographium アメリカタイマイ属（15種）[9]　- トラフタイマイ(Protographium marcellus, Zebra Swallowtail)など
- Teinopalpus テングアゲハ属（2種）[10] - テングアゲハ（Teinopalpus imperialis）、オウゴンテングアゲハ（Teinopalpus aureus)など

なお、かつてホソオナガタイマイ属に分類されていた次の3種は、現在アメリカタイマイ属に属している。
- Protographium marcellinus (Doubleday, 1845) – Jamaican kite, 以前は E. marcellinus
- トラフタイマイ Protographium marcellus (Cramer, 1777) – zebra swallowtail, 以前は E. marcellus
- ピロラウスオナガタイマイ Protographium philolaus (Boisduval, 1836) – dark kite swallowtail, 以前は E. philolaus